# Stenkil al Suediei
Stenkil (Stenkil Ragnvaldsson), (n. 1030, Västergötland⁠(d), Comitatul Västra Götaland, Suedia – d. 1066, Svealand⁠(d), Suedia) a fost regele Suediei și a domnit din 1060 până în 1066. El l-a succedat pe Edmund cel Bătrân al Suediei și a devenit primul regel din Casa de Stenkil.
El a susținut creștinizarea Suediei și a cooperat cu episcopii din Arhiepiscopia de Hamburg-Bremen. Cu toate acestea, atunci când Adalvard cel Tânăr a vrut să distrugă Tempul de la Uppsala, Stenkil i-a oprit planurile, temându-se de insurgențele păgânilor. Temerile au fost, probabil, motivate. Conform povestirilor Hervarar, fiul lui Stenkil, Inge cel Bătrân al Suediei a fost demis și exilat pentru că dorise să anuleze sacrificiile păgâne din templu.
Stenkil a locuit în principal în Västergötland unde a fost mult timp amintit ca regele care a iubit Geatsul de Vest mai mult decât ceilalți supuși ai săi și se lăuda a fi un arcaș măreț.